# Демушиха (Ильинское сельское поселение)
Демушиха — деревня в Харовском районе Вологодской области.
Входит в состав Ильинского сельского поселения, с точки зрения административно-территориального деления — в Ильинский сельсовет.
Расстояние по автодороге до районного центра Харовска — 31 км, до центра муниципального образования Семенихи — 6 км. Ближайшие населённые пункты — Золотогорка, Плешавка, Сумино.
По переписи 2002 года население — 1 человек.